# 桑原章吾
桑原 章吾（くわばら しょうご、1926年3月16日 - 2008年1月6日）は、日本の医学者(微生物学)。元学校法人東邦大学理事長。勲三等旭日中綬章受章。

## 略歴
愛知県名古屋市生まれ。1943年9月東京帝国大学医学部を卒業。1949年5月松本医科大学助教授を経て、1954年5月に東邦大学医学部細菌学教授として着任、1969年4月同大学医学部長・学校法人東邦大学理事を経て、同年11月学校法人東邦大学理事長に就任、1991年8月に退任するまでの連続7期22年間理事長を務め、同大学の充実発展と経営基盤に尽力した。また、私立医科大学理事長会代表幹事、厚生省中央薬事審議会委員を始め社会福祉法人鶴風会、日本ワックスマン財団などの理事を務め、学会においては日本化学療法学会、日本感染症学会、日本細菌学会、日米医学協力委員会コレラ専門部会等で長く要職にあった。特に米国の抗微生物・化学療法学会には1969年に新規抗菌薬を発表して以来、日本の抗菌薬開発力を世界的レベルにまで引き上げ、コレラ菌における薬剤耐性プラスミドの研究にて1976年には第12回小島三郎記念文化賞を受賞、1994年にはその公的活動に関して勲三等旭日中綬章を受章した。

## 年譜
- 1926年3月16日 - 愛知県名古屋市にて出生
- 1943年9月 - 東京帝国大学医学部卒業
- 1949年5月 - 松本医科大学助教授
- 1954年5月 - 東邦大学医学部教授
- 1969年4月 - 東邦大学医学部長
- 1969年11月 - 学校法人東邦大学理事長
- 1971年11月 - 厚生省中央薬事審議会委員
- 1976年11月 - 第12回小島三郎記念文化賞受賞
- 1978年1月 - 学校法人産業医科大学理事
- 1980年8月 - 日米医学協力委員会コレラ専門部会委員長
- 1985年5月 - 日本化学療法学会理事長
- 1993年5月 - 日本化学療法学会名誉会員
- 1994年 - 勲三等旭日中綬章受章
- 1999年 - 日本感染症学会名誉会員
- 2008年1月6日 - 死去